# Notlandeplatz auf Straße

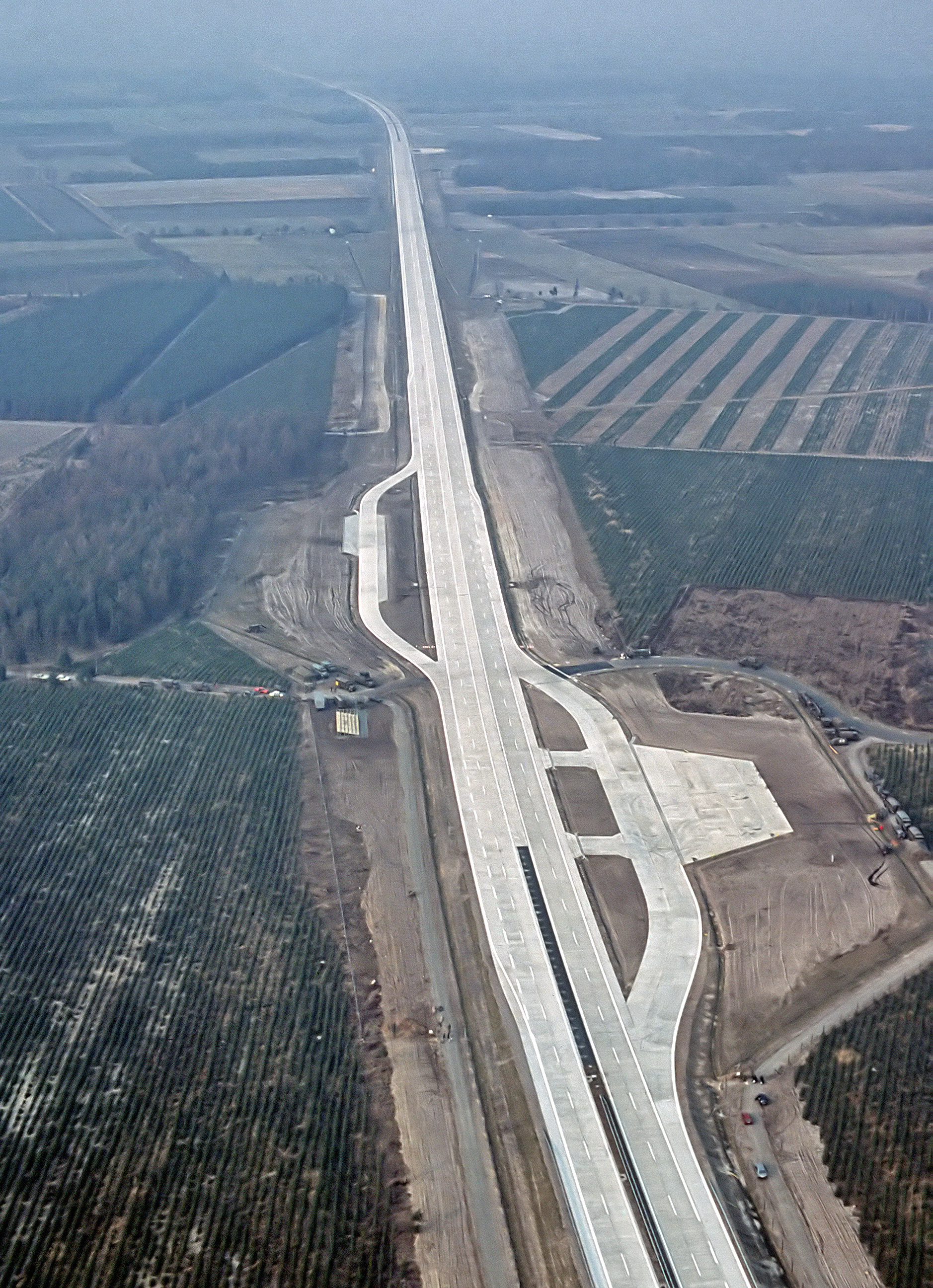
BAB 29 eingerichtet als Behelfsflugplatz während der NATO-Übung Highway 84

Ein Notlandeplatz auf Straße ist ein Stück eines Landweges, das in kurzer Zeit in einen einfachen Flugplatz bzw. eine Start- und Landebahn verwandelt werden kann.  Ist die Straße eine Autobahn, spricht man auch von einem Autobahn-Behelfsflugplatz. Grundsätzlich eignen sich aber alle möglichen Straßen dafür, wenn nur eine genügend große ebene und asphaltierte Fläche zur Verfügung steht. Er dient vor allem für den Start und die Landung von militärischen Flugzeugen, besonders Kampfflugzeugen. In Gegenden, in denen es keine vier- oder mehrspurigen Straßen gibt, wurden kurze Abschnitte einer zweispurigen Straße auf ein Mehrfaches der normalen Fahrbahnbreite erweitert.
In der Bundesrepublik Deutschland lautet die offizielle Bezeichnung Notlandeplatz (NLP). In der Deutschen Demokratischen Republik wurde der Begriff Autobahn-Abschnitt (ABA) verwendet. In der Schweiz wird es als Autobahn-Notlandepiste bezeichnet.

## Deutschland

### Charakteristika
Ein Notlandeplatz auf Straßen ist durchschnittlich etwa drei Kilometer lang und durch einen geraden, ebenen Fahrbahnverlauf ohne Überführungen gekennzeichnet. Wenn ein Mittelstreifen vorhanden ist, ist dieser meist betoniert oder asphaltiert und die Mittelleitplanke leicht demontierbar. Damit steht die volle Breite der Straße als Start- oder Landebahn zur Verfügung.
Auch Hochspannungsleitungen unterqueren in diesem Bereich die Straße als Erdkabel oder sind in weitem Bereich um den Notlandeplatz herumgeführt. Häufig sind die Freileitungsmasten in auffällig niedriger Bauweise ausgeführt und als Luftverkehrshindernisse mit einem rot-weißen Anstrich gekennzeichnet.
An den Enden eines Notlandeplatzes befindet sich jeweils ein größerer asphaltierter Platz, der oft trapezförmig angelegt ist und zum Teil als Parkplatz genutzt wird.  Auf diesem können Flugzeuge abgestellt werden. In Deutschland haben die Notlandeplätze dazu an mindestens einer Seite eine Anschlussstelle an eine andere große Straße, um den Verkehr abfließen zu lassen und Nachschub heranführen zu können.
Zu Zeiten des Kalten Krieges wäre im Krisenfall ein solcher Behelfsflugplatz binnen weniger Stunden einsatzbereit gewesen, da alles vorbereitet war und nur noch aufgebaut werden musste. Ein mobiler Tower, mobiles Radar usw. wurden in der Nähe vorgehalten. Für Tower, Radar und andere erforderliche Geräte war (meistens auf halber Strecke der Landebahn) eine ebene Fläche mit Zufahrt vorbereitet.
Der Autobahn-Behelfsflugplatz auf der A 29 beim Kreuz Ahlhorn wurde beispielsweise 1984 im Rahmen der NATO-Übung Highway 84 für 48 Stunden in Betrieb genommen. In der Zeit starteten und landeten dort unter anderem Maschinen des Typs Transall, F4-Phantom, Tornado und Thunderbolt II.

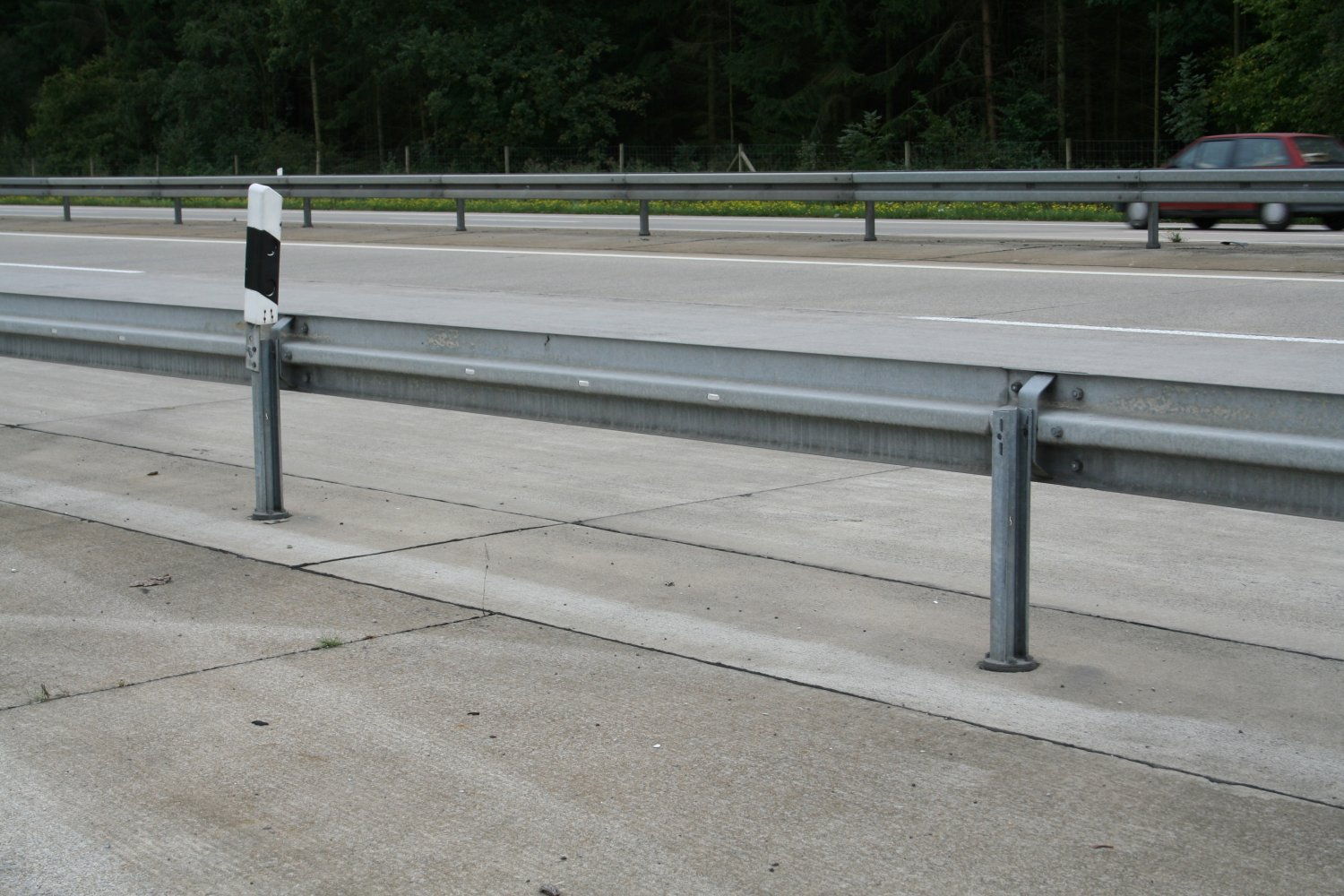
In Bodenhülsen gesteckte Leitplanken und durchgehend betonierter Mittelstreifen
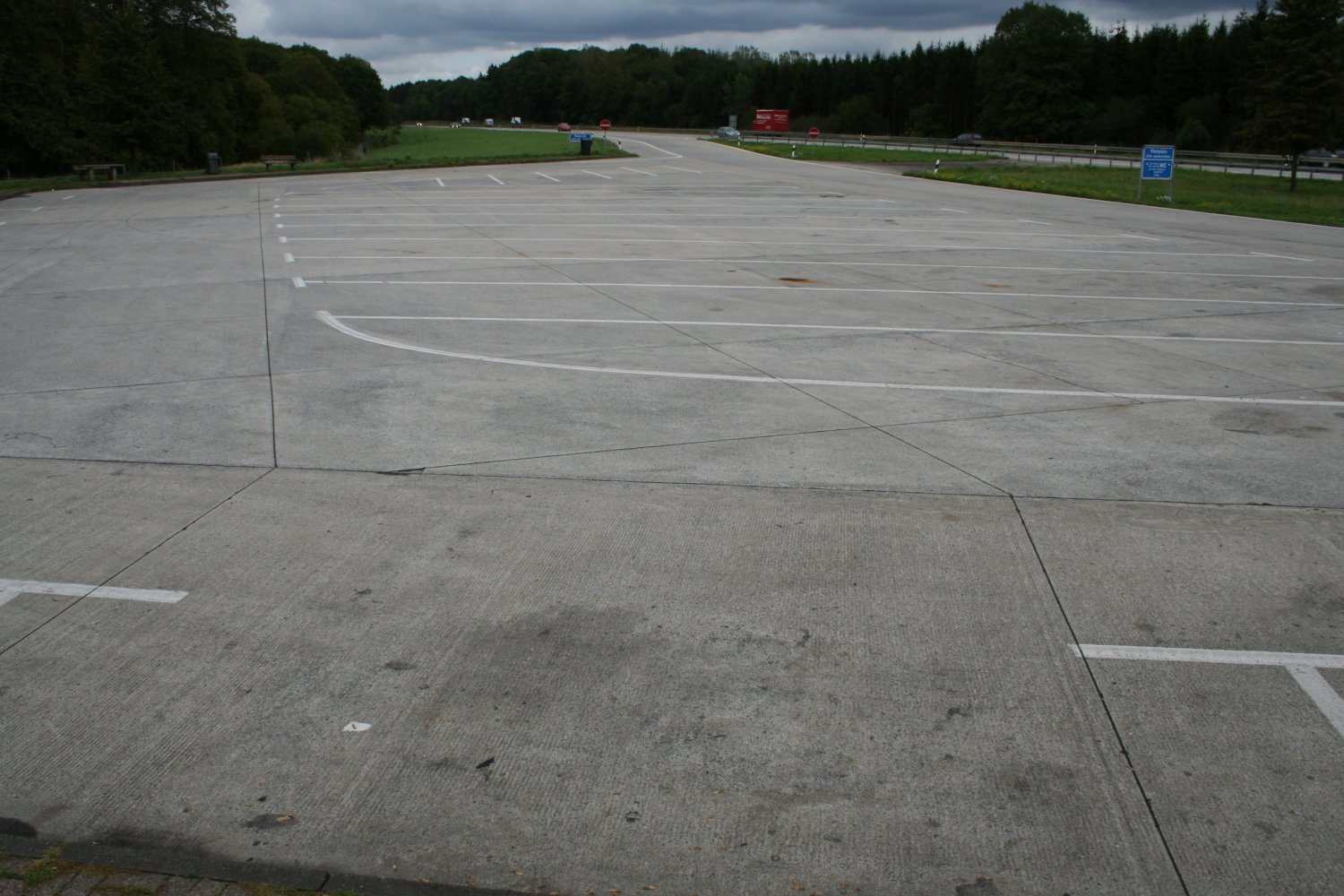
Parkplatz als Abstellfläche für Flugzeuge
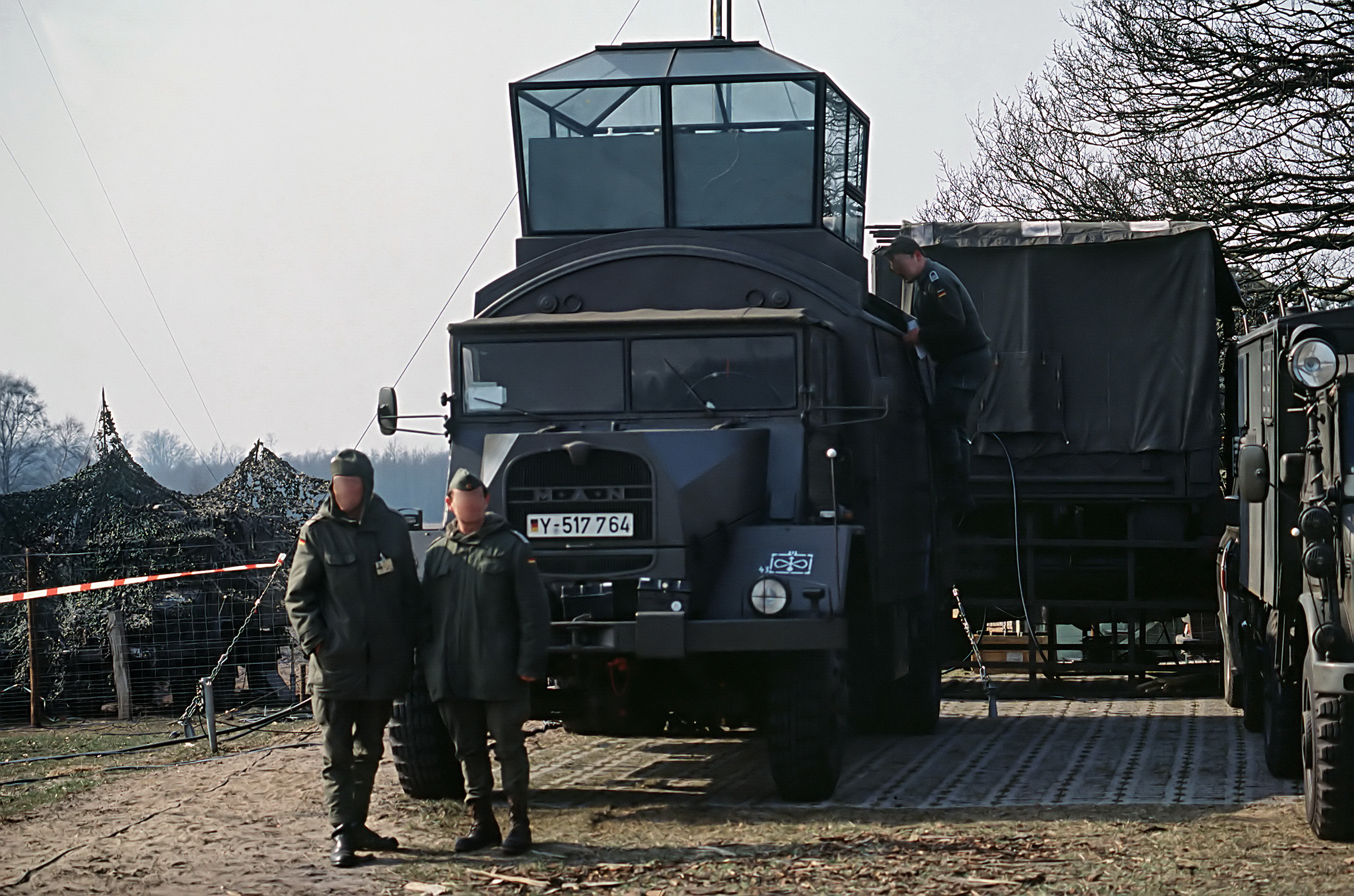
MAN 630 als mobiler Kontrollturm
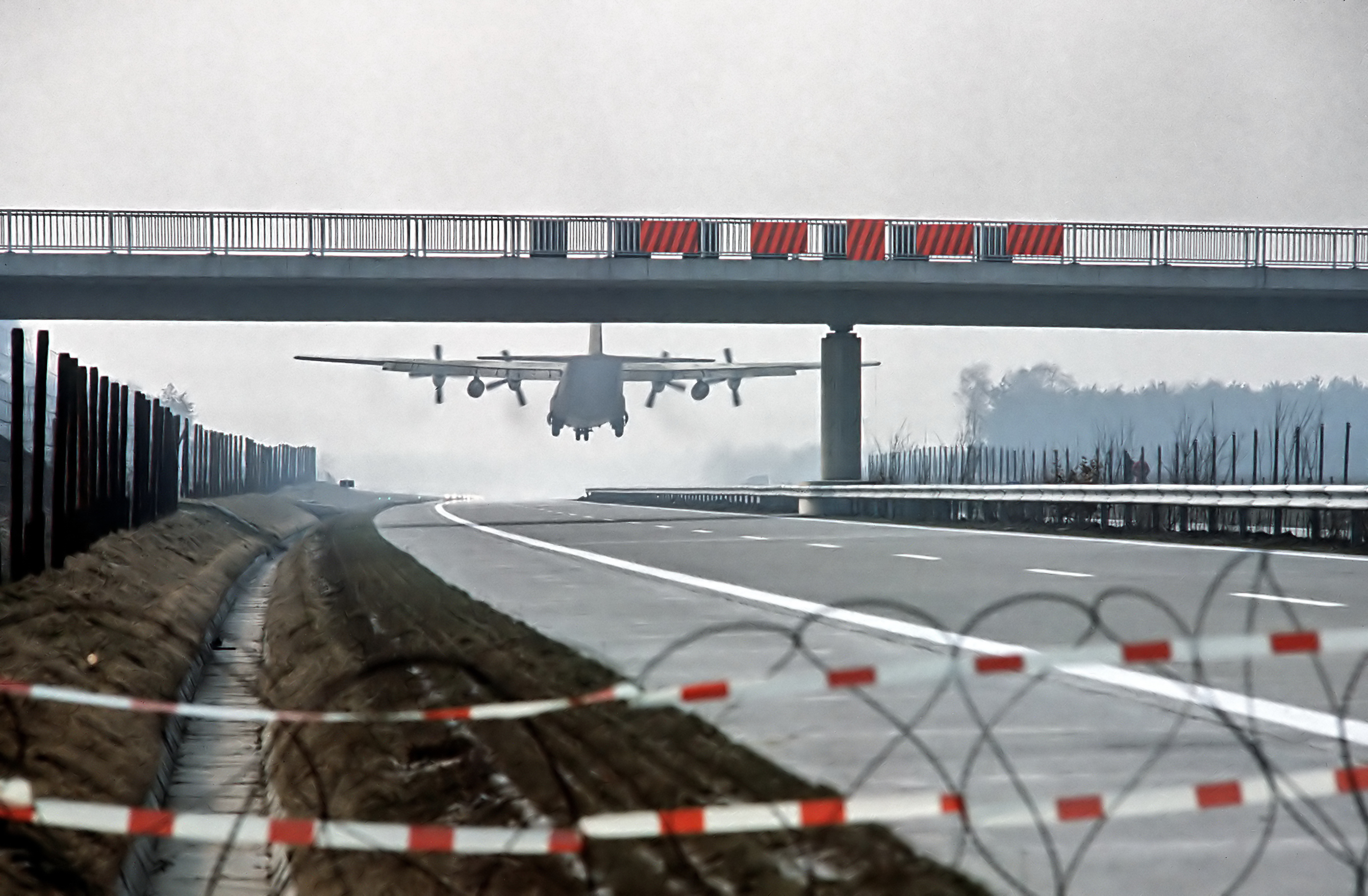
Hercules C-130 landet nahe Ahlhorn
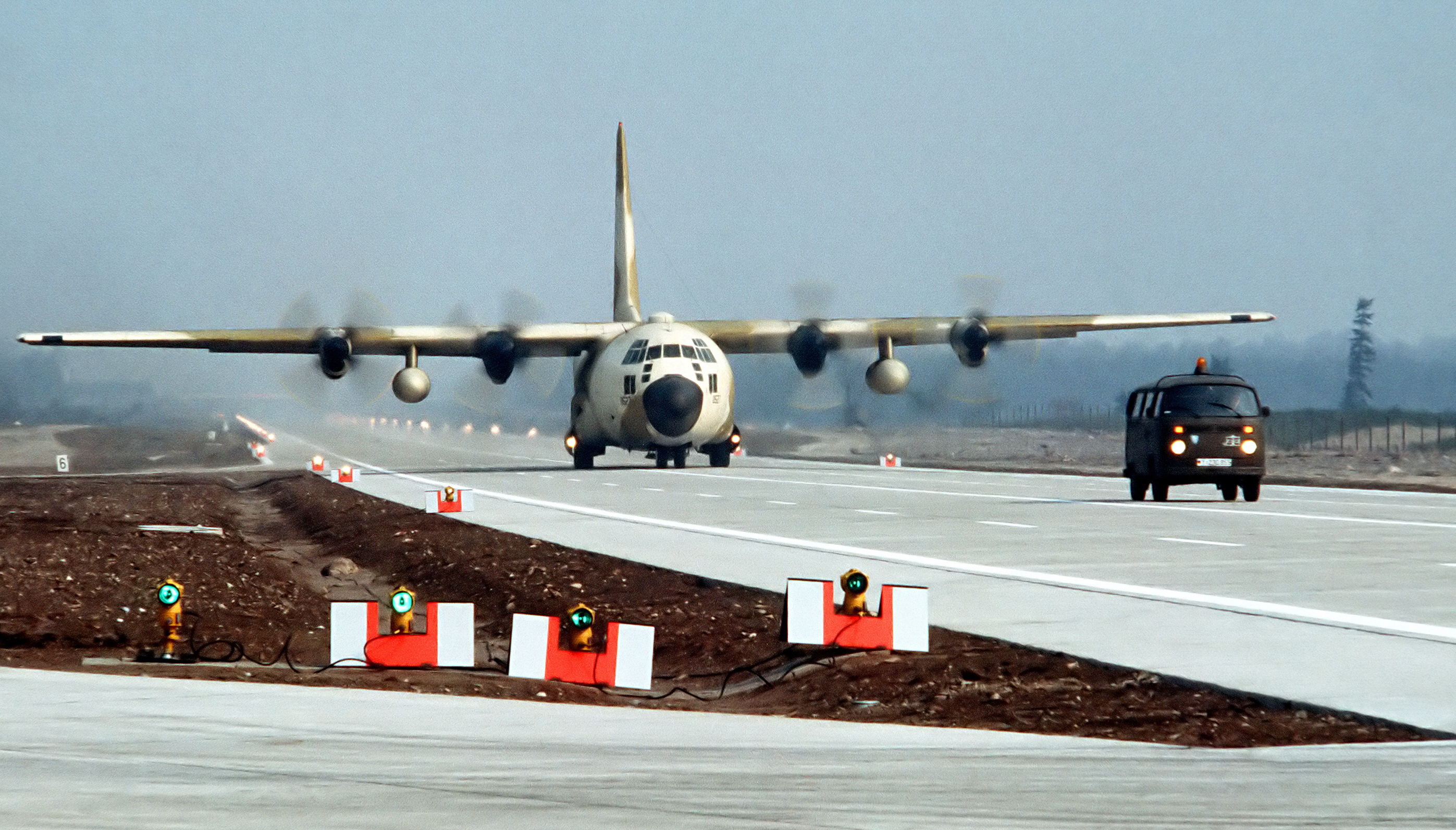
Hercules-Transporter hinter Follow-Me-Fahrzeug
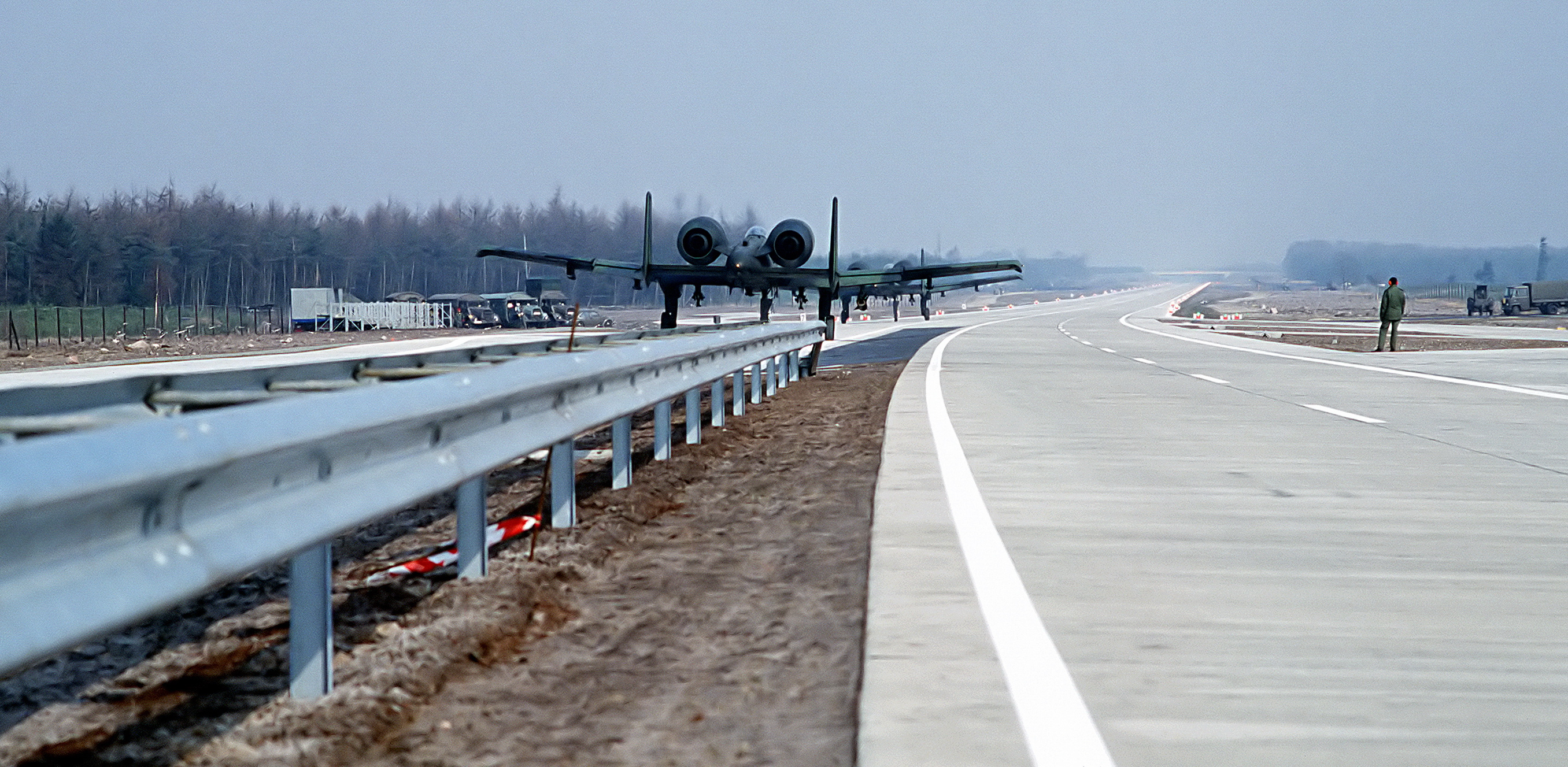
Thunderbolt II vor dem Start

### Geschichte

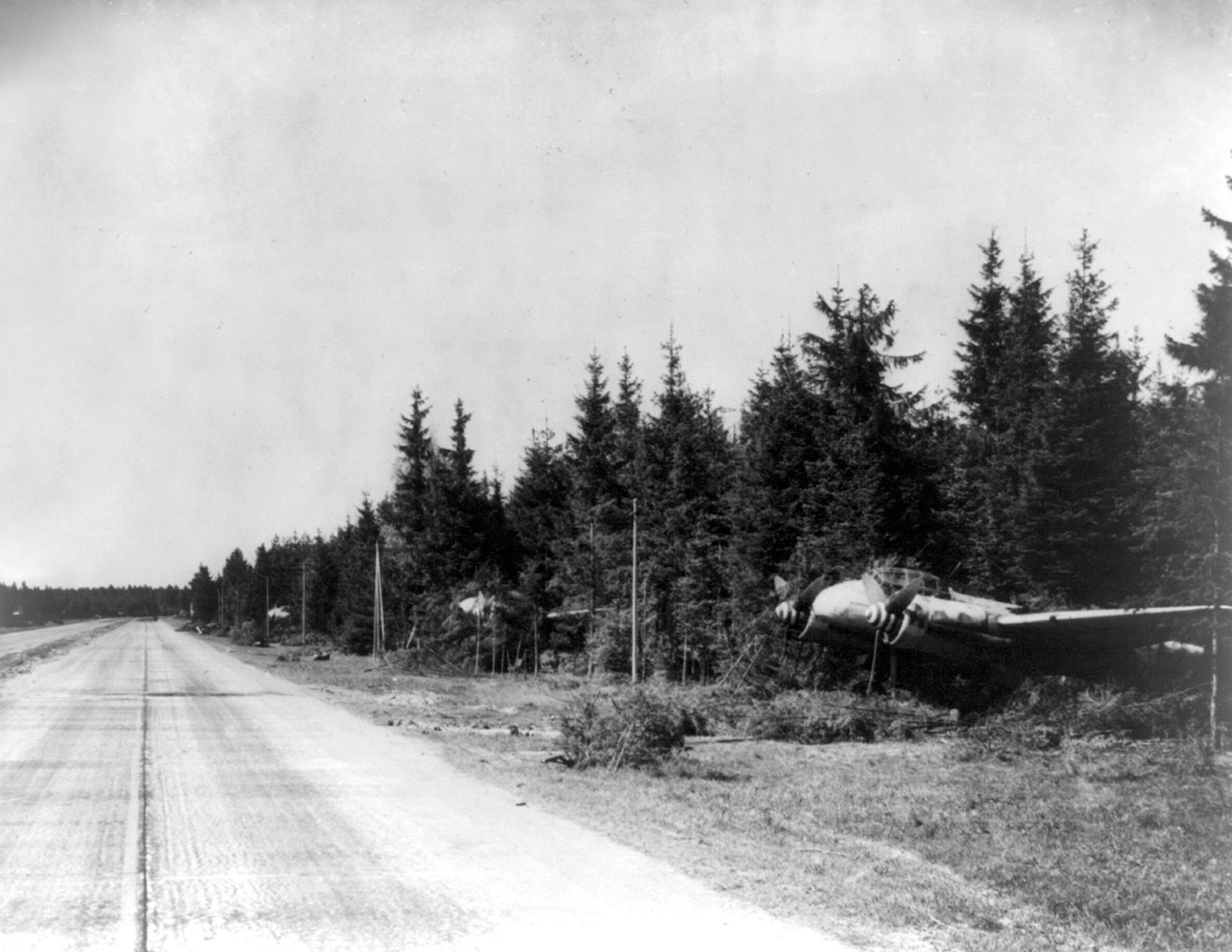
Behelfsflugplatz an einer Reichsautobahn 1945

Die ersten Autobahnlandebahnen kamen in den späten Jahren des Zweiten Weltkriegs auf, als viele reguläre Flugplätze und Flughäfen von Bombern zerstört worden waren. Bereits 1938 wurde dies ebenfalls auf der Landstraße zwischen Bad Kreuznach und Bretzenheim erwogen. Im Kalten Krieg wurden Autobahn-Behelfsflugplätze in der Bundesrepublik Deutschland und in der DDR weiter unterhalten, bereitgestellt oder neue eingerichtet. Auch die Schweizer Armee nutzte solche Autobahnteilstücke. So wurden zuweilen die ursprünglich zivilen Autobahnplanungen abgeändert, um einen Behelfsflugplatz einrichten zu können. Seit dem Ende des Kalten Krieges werden die meisten Landeplätze nicht mehr gepflegt und verschwinden nach und nach.
Die Ramstein Air Base entstand aus einem Autobahnlandeplatz der deutschen Luftwaffe, der auf der Reichsautobahn Kaiserslautern–Saarbrücken in der Ortslage von Ramstein eingerichtet worden war. Dieser wurde gegen Ende des Zweiten Weltkrieges von den vorrückenden amerikanischen Streitkräften erobert und über die Jahre zum wichtigsten europäischen Stützpunkt für den Lufttransport der US-Streitkräfte ausgebaut. Heute verläuft die Autobahn von Kaiserslautern nach Saarbrücken zwischen der Anschlussstelle Kaiserslautern-Einsiedlerhof und dem Kreuz Landstuhl in einem großzügigen südlichen Bogen um die Air Base. Weite Teile der alten Reichsautobahn-Trasse sind noch erhalten und werden als Zufahrt zur Airbase genutzt; der Verlauf der alten Strecke lässt sich in Luftbildern sehr gut nachvollziehen.
Beispielsweise nutzte die B&V Flugzeugwerft Wenzendorf in den letzten Kriegsjahren die angrenzende Reichsstraße 3 (heute B 3) als Start- und Landepiste und den Wald daneben zur Tarnung ihres Jagdschutzes.

### Autobahn-Behelfslandeplätze

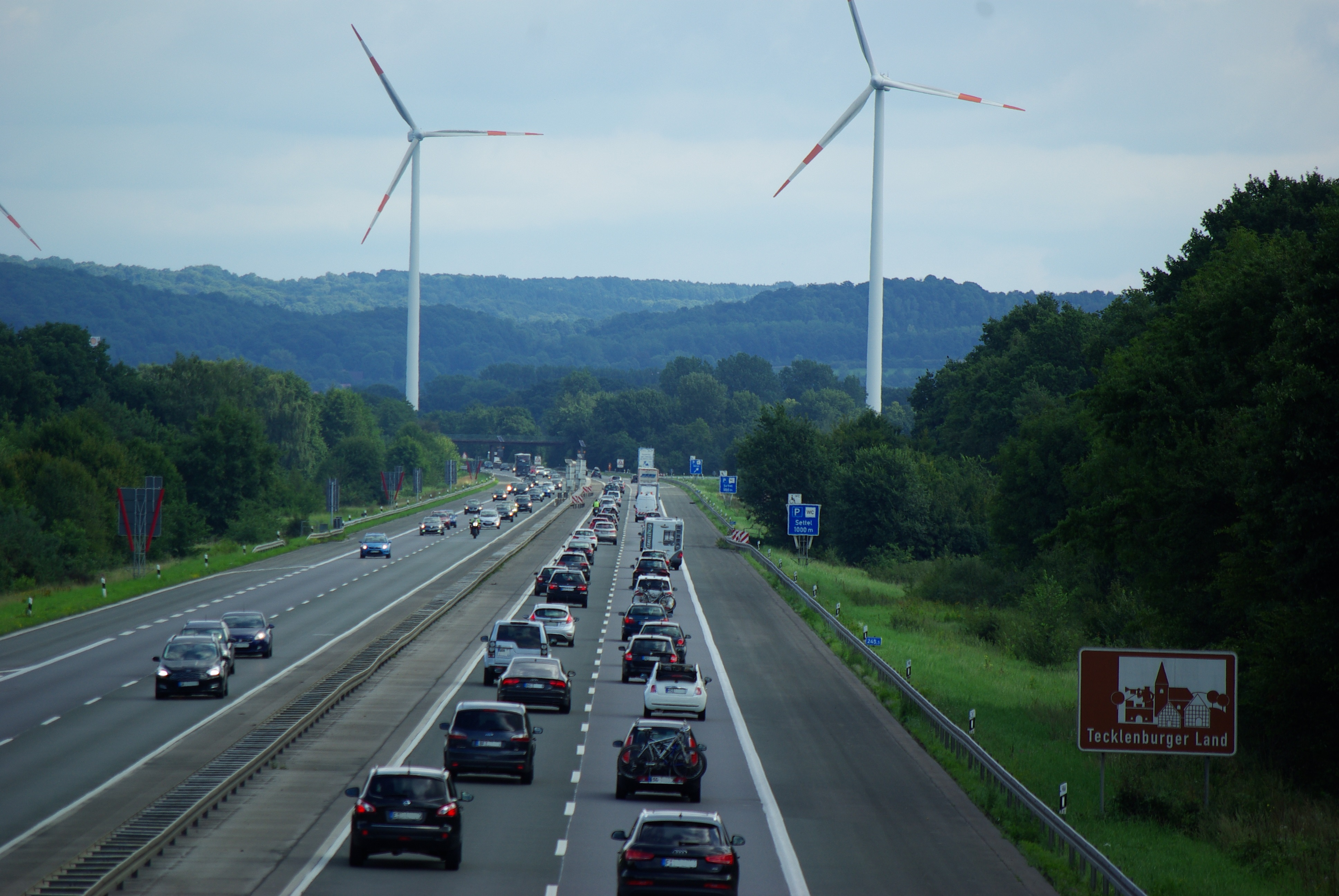
Zurückgebauter Notlandeplatz zwischen Ladbergen und Lengerich mit Windrädern in der Einflugschneise

| Autobahn | Streckenabschnitt (zwischen … und …)                       | Länge in Metern | Koordinate           | Bemerkungen |
| -------- | ---------------------------------------------------------- | --------------- | -------------------- | --- |
| A 1      | Ladbergen und Lengerich                                    | 2100            | 52° 10′ N, 7° 46′ O  | im Oktober 2006 zurückgebaut                                                                                         |
| A 1      | Vechta und Lohne-Dinklage                                  | 3000            | 52° 43′ N, 8° 10′ O  | zurückgebaut |
| A 1      | Lohne-Dinklage und Holdorf                                 | ?               | 52° 38′ N, 8° 8′ O   | zurückgebaut |
| A 1      | Greven und Münster Nord                                    | 2100            | 52° 4′ N, 7° 37′ O   | zurückgebaut |
| A 1      | Delmenhorst-Süd und Wildeshausen-Nord                      | ?               | 52° 57′ N, 8° 33′ O  | zurückgebaut |
| A 1      | Sittensen und Heidenau                                     | ?               | 53° 19′ N, 9° 35′ O  | zurückgebaut |
| A 4      | Ottendorf-Okrilla und Pulsnitz                             | ?               | 51° 10′ N, 13° 53′ O | nach 1990 zurückgebaut                                                                                               |
| A 6      | Kirchardt und Sinsheim-Steinsfurt (westlich von Heilbronn) | ?               | 49° 13′ N, 8° 58′ O  | 2011 im Zuge des sechsspurigen Ausbaus zurückgebaut                                                                  |
| A 6      | Kirchberg und Crailsheim                                   | 2400            | 49° 11′ N, 9° 59′ O  | |
| A 7      | Tarp und Schleswig/Schuby                                  | 2400            | 54° 37′ N, 9° 26′ O  | zurückgebaut |
| A 7      | Schleswig/Jagel und Owschlag                               | 2000            | 54° 26′ N, 9° 36′ O  | um 2020 zurückgebaut. In der Nähe befindet sich der Fliegerhorst Schleswig.                                          |
| A 9      | Dessau-Süd und Zörbig                                      | 5000            | 51° 41′ N, 12° 12′ O | aufgesetzte Betonleitplanken; in den 1950er Jahren als Rennstrecke benutzt                                           |
| A 10     | Dreieck Havelland und Falkensee                            | ?               | 52° 41′ N, 13° 0′ O  | zurückgebaut |
| A 12     | Storkow und Friedersdorf                                   | ?               | 52° 19′ N, 13° 51′ O | Parkplätze zurückgebaut                                                                                              |
| A 13     | Ruhland und Ortrand                                        | ?               | 51° 26′ N, 13° 49′ O | zwischen 2000 und 2005 zurückgebaut                                                                                  |
| A 14     | Döbeln-Nord und Leisnig bei Strocken                       | ?               | 51° 12′ N, 13° 0′ O  | zurückgebaut |
| A 15     | Forst und Bademeusel                                       | 2300            | 51° 41′ N, 14° 41′ O | zurückgebaut |
| A 19     | Kessin und Kavelstorf                                      | 3200            | 54° 2′ N, 12° 12′ O  | 2001 teilweise überbaut durch das Kreuz Rostock                                                                      |
| A 24     | Neuruppin und Herzsprung                                   | 3000            | 53° 0′ N, 12° 36′ O  | 2009 zurückgebaut |
| A 27     | Nordholz und Neuenwalde                                    | 2500            | 53° 43′ N, 8° 40′ O  | |
| A 27     | Uthlede und Hagen                                          | ?               | 53° 21′ N, 8° 36′ O  | 2005 zurückgebaut |
| A 29     | Großenkneten und Ahlhorn                                   | 2600            | 52° 55′ N, 8° 10′ O  | im Oktober/November 2006 zurückgebaut                                                                                |
| A 43     | Nottuln und Dülmen Nord                                    | 2500            | 51° 53′ N, 7° 20′ O  | zurückgebaut |
| A 44     | Büren und Geseke                                           | 3200            | 51° 36′ N, 8° 33′ O  | |
| A 57     | Alpen und Sonsbeck                                         | 3500            | 51° 35′ N, 6° 26′ O  | 2018 zurückgebaut |
| A 61     | Autobahnkreuz Meckenheim und Bad Neuenahr-Ahrweiler        | 1900            | 50° 35′ N, 7° 3′ O   | war für den Regierungsbunker vorgesehen; spätestens seit Anfang der 2020er Jahre Schilderbrücken über den Fahrbahnen |
| A 61     | Bad Kreuznach und Gau-Bickelheim                           | 1800            | 49° 53′ N, 7° 57′ O  | hätte den in Bad Kreuznach stationierten US-Truppen zum schnellen Verlegen in das Kriegsgebiet gedient               |
| A 81     | Osterburken und Möckmühl                                   | 3000            | 49° 22′ N, 9° 26′ O  | mittlerweile Mautbrücken auf beiden Richtungsfahrbahnen, nördlich von Heilbronn                                      |
| A 81     | Oberndorf und Rottweil                                     | 3000            | 48° 15′ N, 8° 39′ O  | aufgesetzte Betonleitplanken                                                                                         |

## Österreich
In Österreich wurden Landungen mit Kampfflugzeugen und Flächenflugzeugen auf Autobahnen und Schnellstraßen im inneralpinen Bereich letztmals Ende 1986 geübt. Zahlreiche Landeplätze, die im alpinen Gelände leicht an der ungewöhnlich geraden Linienführung erkennbar sind, wurden mittlerweile überbaut. Im Lawinen-Winter 1999 landeten die Hubschrauber, die Eingeschlossene aus Galtür evakuierten, auf einem als Behelfsflugplatz vorgesehenen Autobahnteilstück bei Imst. Ein Behelfsflugplatz in Österreich zum Zwecke der Militärluftfahrt befindet sich neben dem Militärflugplatz im steirischen Zeltweg (LOXZ) auf der Murtal Schnellstraße (S36) zwischen Spielberg und Zeltweg. Die dortige Behelfslandebahn beginnt in Fahrtrichtung Wien bei StrKM 33,500 und endet bei StrKM 36,750. Zusätzlich verfügt die Ersatzlandebahn Zeltweg/S36 über eine direkte Taxiway-Anbindung an die Hangargebäude am Militärflugplatz.

## Schweiz
Zur Situation in der Schweiz siehe:
- Nationalstrasse#Militärische Bedeutung

## Polen
Östlich von Stettin gibt es das DOL Kliniska bei 53° 26′ N, 14° 48′ O.

## Estland
Ein Behelfsflugplatz befindet sich auf der Straße Jägala-Käravete (Tugimaantee 13) direkt neben der (aktuell ungenutzten) Jägala-Kaserne (59° 24′ N, 25° 17′ O). Im Sommer 2016 probten amerikanische A-10 Thunderbolt II die Landung dort.

## Tschechien
Měřín Highway Strip: Auf der Autobahn D1 (Praha – Brno) befindet sich zwischen Kilometer 137 und 139, auf Höhe der Ortschaft Stránecká Zhoř, ein intakter Behelfsflugplatz von 2500 m Länge (11/29) zwischen den zivil genutzten Abstellplätzen (Raststätte, Schnellrestaurant).
Die Unterführung einer nachrangigen Straße unter der Autobahn / Landebahn misst lotrecht 49 m Breite (statt hier üblicher RQ27) (49° 23′ N, 15° 56′ O). Bei Kilometer 139 existiert auf der Nordseite (Richtung Prag) ein zivil ungenutzter Abstellplatz von 160 m × 30 m. Statt Mittelleitplanken sind Stahlseile gespannt.
Nördlich von Vyškov (49° 18′ N, 17° 2′ O) befindet sich eine etwa drei Kilometer lange Landebahn neben der E 462 mit breiten Einfahrten und Bodenmarkierungen. Etwa 500 Meter westlich der Schnellstraße R 46 stehen im Muzeum letecké a vojenské techniky (Museum für Flug- und Militärtechnik) ausgemusterte Kampfjets.

## Bulgarien
Zwischen den Ortschaften Borovan und Bjala Slatina ist die Fernstraße Nr. 13 von zwei auf fünf Spuren verbreitert. Am Ende der 2 Kilometer langen Landebahn befinden sich etwa zehn Splitterboxen für Kampfflugzeuge. Die Anlage ist schon seit vielen Jahren ungenutzt und stark überwuchert.

## Schweden
Auch in Schweden gibt es mehrere Straßenabschnitte, die über das ganze Land verteilt als behelfsmäßige Flugplätze dienen können. In der Zeit des Kalten Krieges war dies als Sicherheitsmaßnahme gedacht, damit die schwedische Luftwaffe ausweichen könnte, wenn die Hauptflugplätze angegriffen werden.